# Dmitrij Kuzielew
Dmitrij Kuzielew, ros. Дмитрий Кузелев (ur. 1 listopada 1969 w Kemerowie) – rosyjski piłkarz ręczny, były reprezentant Rosji, mistrz olimpijski z Sydney, grający na pozycji obrotowego.
Występował w PGNiG Superlidze, w drużynie Orlen Wisły Płock, do której trafił z Aarhus GF, razem z Vegardem Samdahlem. Uznawany był za jednego z dziesięciu najlepszych kołowych świata. Przed przejściem do Wisły, grał w takich klubach jak: Aarhus GF, czy CSKA Moskwa.

## Osiągnięcia
- Mistrz Olimpijski:  2000
- Złoty Medalista Mistrzostw Polski:   2011